# Spargania viridescens
Spargania viridescens là một loài bướm đêm trong họ Geometridae.